# 안흥군
안흥군 이숙(安興君 李俶, 아명은 李琡, 1693년 10월 9일 ~ 1768년 4월 7일)은 조선 후기의 왕족 종실이다. 능창대군의 4대손(능창대군의 양자가 인평대군)이고, 남연군의 생가 증조부가 된다. 1731년(영조 7) 홍치중의 상소로 특명을 받아 인평대군가의 봉사손으로 지정되고, 왕족 종실 신분으로 흥록대부(興祿大夫) 작위에 이르렀다. 시호는 효정(孝靖)이다.
아버지 의원군이 지방 여행 도중, 자신의 친할머니가 원래 인평대군 가문의 노비임을 고백한 무리들을 속량시키고, 온 가족이 전염병으로 죽은 가족을 도운 뒤 꿈에 인조로부터 귀한 아들을 얻는다는 태몽을 꾸고 그를 낳았다 한다.
그는 형 이유일이 사촌형 여성군 이해, 여릉군 이기에 연좌되어 그가 인평대군 가문의 봉사손에 임명, 제사를 받들게 됐다. 그는 태어나면서부터 불치병과 언어 장애, 청각 장애를 앓고 있었고 1731년 무렵에는 영조로부터 시각 장애를 지적당하기도 했다. 그는 아들의 장애를 알아본 아버지 의원군 이혁이 수시로 사물을 손수 가르쳐, 필담으로 대화가 가능했다. 영조실록, 승정원일기에는 그가 청각 장애에 시각 장애라는 기록이 남았으며, 안정복에 의하면 그가 농, 아, 불혜라 하여 시각, 청각장애에 지적장애까지 같이 갖고 있었다 한다. 그는 고종의 실제 5대조가 된다.

## 생애

### 출생과 생애 초기
아버지는 인평대군 이요의 손자 의원군 이혁(義原君 李爀)이고, 어머니는 안동군부인 안동권씨로 군수 권덕광(權德廣)의 딸이다. 그는 의원군 이혁의 세 아들 중 차남이다. 1699년 안흥수(安興守)에 책봉되었고 이듬해 1700년 안흥부정(安興副正)으로 진봉되었으며, 곧 안흥정으로 승작했다가 다시 1702년 안흥군(安興君)에 진봉되었다. 본래 출생은 정원군의 삼남(三男)인 능창군 이종의 4대손으로 그의 양자인 인평대군 이요의 증손이 된다. 처음 이름은 숙(琡)인데 뒤에 이름을 숙(俶)으로 개명했다. 이름을 개명한 시점은 기록이 없어 알 수 없다.
영조실록 85권, 영조 31년 6월 5일자 기록에 의하면 그는 나면서부터 귀머거리에 벙어리라서, 글자로 문답을 주고받았다(生而聾啞 故凡有奏對皆以文字)라 하였다.
그가 태어나 때 아버지 의원군, 어머니 안동군부인 안동권씨는 꿈에 인조가 나타나 귀한 아들을 얻을 것이라는 꿈을 꾸고 그를 잉태했다 한다. 안정복의 순암집 제13권에 의하면, 의원군이 일찍이 해서 지방을 유람하였는데, 어떤 사람이 찾아와서 말하기를 "소인의 조모는 자가(自家, 종실의 귀한 자의 집안)의 계집종이었습니다. 잘못을 범하고 도망하였는데, 이제 많은 세월이 흘렀고 자손이 매우 많습니다. 숨어 살면서 찾아뵙지 못하였으니 죄가 더없이 큽니다. 그래서 감히 이처럼 나아와 고하는 것이니 처분을 내려주십시오"라 청 하였다. 의원군은 본래 이런 일이 없었다는 이유로 되돌려보냈다. 그런데 그 자는 매일같이 찾아와서 간청하였고, 또 화명기((花名記) 노비를 호적에 편성함을 화명(花名)이라 한다)를 올렸는데 인구가 수백여 명이었다. 의원군이 이를 읽어보고 불태울 것을 명하고 너의 말은 망녕된 것이다 라고 답하고 돌려보냈다. 그 자는 할 수 없이 돌아갔다. 의원군이 한성부로 돌아오려는 때에 그 자가 찾아와서 배행(陪行)할 것을 청하였으나 의원군은 거부하고 허락하지 않았다. 그러자 그 자는 감히 굳이 청하지 못하고 의원군 일행의 뒤를 따라왔다. 
의원군 일행이 임진강(臨津江)에 도착했을 때 어떤 양반 집에서 애절한 곡성(哭聲)이 들렸다. 의원군이 뱃사공에게 물어보니 그 집은 며칠 전에 역질에 전염되어 온 가족이 몽땅 죽고 젊은 부인 한 사람만 살아남아, 시신을 염습할 방법이 없다는 것이었다. 의원군이 듣고 비통해하고 있는데 잠시 후 자칭 노비라는 무리가 뒤따라 도착하였다. 의원군이 노비 일행을 불러 묻기를 "너희들이 이미 우리 집의 종이라고 하였으니, 만약 면천(免賤)하고 싶다면 초상이 난 저 집에 가서 너희가 염장(斂葬)할 수 있겠느냐?"고 하자 그 자들이 기꺼이 그렇게 하겠다고 하고는 자기들 행장 속의 돈 5백 쾌를 내어서 4구의 시체를 모두 즉시 염습한 다음 남은 돈은 몽땅 그 집에 주어서 장례와 제사에 쓰게 하였다. 
그 다음날 의원군 일행이 여관에 묵어 잠을 청하는데 꿈에 인조대왕이 와서 말하기를 "네가 음덕(陰德)을 쌓았으니 귀한 아들을 낳을 것이다(爾有陰德 當生貴子)"라 하였다. 이때 의원군의 부인이 아이를 낳지 못한 지 이미 오래되었으므로 의원군은 이상하게 생각하였다. 그래서 집에 돌아와서 권씨 부인에게 꿈 이야기를 했더니 부인도 역시 그런 꿈을 꾸었다 한다. 그리고는 얼마 뒤 과연 임신이 되어서 아들을 낳았는데 벙어리, 귀머거리에, 바보였다. 의원군과 부인과 더불어 탄식하기를 "아들이라고 하나 낳았는데 이처럼 병신으로 태어났으니 꿈에 귀인(貴人)이라고 한 것은 과연 빈 말이었구나.(僅生一子 而天病如此 夢中貴人之稱 果虛語也)"라 하였다. 그 뒤에 인평대군의 적손(適孫)이 모두 역적으로 몰려 주륙(誅戮)을 당했지만 이 아들이 살아남아 적통으로 들어가서 인평대군 가문의 제사를 받들게 되었으니, 곧 안흥군이다라 하였다.

### 청년기
이숙은 태어나면서 귀머거리에 벙어리였고 나면서부터 불치병이 있어 말로 지식을 전해 줄 수 없었다 한다. 의원군 묘비문에 의하면, 그의 아버지 의원군 이혁은 사물을 만날 때마다 아들에게 손수 가르쳐 주고, 저것을 가리켜 이것을 빗대고, 동쪽으로 인하여 서쪽을 설명하고 열심히 설명하고 마음으로 깨닫고 비슷한 것을 미루어 지식을 확장하게 함으로써 마침내 아들 안흥군이 모르는 것이 없게 했다. 승정원일기에 의하면 이숙이 귀머거리에 장님이라는 기록이 나타난다. 안정복은 이숙이 농, 아, 불혜(聾啞不慧)라 하여 귀머거리에 장님이며, 지적 장애(不慧)까지 앓았다고 한다.
그는 태어나면서 시각 장애와 청각 장애, 그밖의 불치병을 갖고 있었다. 그런데 언제부터인가 시각 장애도 앓게 됐다. 시각 장애를 앓기 시작한 시점은 알 수 없으나 1731년의 승정원일기에는 영조가 그의 시각 장애를 지적하는 대목이 나온다. 
글을 배우게 된 그는 손짓, 발짓 대신 종이와 붓으로 타인과 대화를 주고받게 되었다. 11세 때인 1703년 유집(柳潗)의 딸과 결혼하였으며, 슬하 1남 4녀를 두었다. 어떤 이유에서였는지 그는 벼슬, 작위를 받지 못했고 1722년 부친상 후, 탈상하고도 한동안 관직을 받지 못했다. 1722년(경종 2) 11월 16일 한성부의 봉단문(丹鳳門)으로 들어와 문외에서 격쟁(擊錚)하고 이 일로 끌려가 추고를 받았다. 이때 그의 출입을 막지 못한 일로 수문장(守門將) 이익빈(李益彬)은 동부승지 정계(鄭楷)의 건의로 추고받았다. 그가 격쟁한 이유는 실록, 승정원일기에 모두 나타나지 않는다.
1725년 2월 7일 돈화문(敦化門)으로 들어와 차비문 밖에서 격쟁(擊錚)했다가 우부승지 윤석래(尹錫來) 탄핵을 받고 추고되었다. 그가 돈화문에 출입하는 것을 막지 못한 죄로 돈화문 수문장 이익하(李益夏)도 징계를 받았다. 이때는 아직 작위를 받지 못해 종실 이숙(李埱)으로 칭해졌다. 이 일로 형조참의 안중필(安重弼)도 파직되었다가 곧 복직했다. 1725년 12월 12일 종부시 제조 이집(李潗)이 의원군이 이미 복직되었으므로 그에게도 다시 벼슬을 줄 것을 청하여 영조가 윤허하였다. 이때 이들은 이숙의 나이를 잘못 계산하였다. 1725년 12월 안흥수에 임명됐다가 바로 안흥부정(安興副正)으로 승작되고, 12월 4일 안흥부정 재직 중 자신대부(資信大夫)의 품계를 받았다. 

### 생애 중반
1730년(영조 6년), 1728년의 이인좌의 난에 연루되어 사촌 형 여흥군 이해, 여릉군 이기 등이 복주될 때, 그의 형이었던 이유일(李有一)도 연좌되었다. 홍치중은 그를 인평대군의 봉사손을 세울 것을 주청했다. 1731년(영조 7년) 7월 5일 인평대군 가문의 봉사손으로 추천되었고, 7월 10일 명선대부로 승진하였다. 7월 25일부터는 영조의 명으로 인평대군의 제사를 봉사하였다. 그해 9월 18일 천릉집사에 임명되었다. 1737년 5월 24일에는 상중으로 탈상때까지 면직되었다.
그러나 그가 장애가 있다는 이유로 영조는 그를 보내는 것을 탐탁치 않게 여겼다. 1731년 영조는 김포 장릉에 종실을 파견할 때 "별 탈이 없는 사람으로 적장(嫡長)을 승습(承襲)한 사람은 오직 안흥군(安興君) 이숙(李埱)뿐인데, 저번에 만나 보니 귀는 듣지 못하고 눈은 자세히 보지 못하였다. 나와 팔촌 사이인 자는 오직 이 사람뿐이다. 이와 같은 사람을 자손이라고 하며 대신 보낼 수 있겠는가.(無故人承襲嫡長, 唯安興君埱, 而頃日見之, 則耳不能聞, 目不詳覩, 與予爲八寸之間者, 只有此人矣。以如此人, 謂之子孫而替送耶)"라 하였다.
1731년 영조 때 그의 형이었던 이유일(李有一)이 여성군 이해, 여릉군 이기에 연좌되었으므로 상신 홍치중의 건의로 그가 특별히 인평대군의 제사를 봉사(奉祀)하게 되었다. 
1737년 2월 15일 중의대부(中義大夫)로 승진, 1740년 5월 16일 효종의 존호를 추가할 것을 건의하였다. 1741년 1월 도총관이 되었다가 1월 8일 신병으로 사퇴하였다. 1742년 8월 12일 부총관에 임명됐다. 같은 날 상소를 올려 병으로 사직할 것과, 며칠 말미를 주어 성묘를 허락해줄 것을 상소했다.
삼가 아룁니다. 신은 본래 병으로 폐물이 된 사람이니 일상의 모든 행동이 스스로 보통 사람에 비길 수 없는데, 근래 천만뜻밖에 도총부에 제수되는 명을 받들었습니다. 전에 이미 병으로 사직하였지만 재차 제수되는 명을 받들고 감히 매번 번거롭게 해 드릴 수가 없어 부득이 마지못해 나와 숙배하고 그대로 대궐에 입직하였습니다. 그러나 이는 한때 잠시 출사하여 신하의 분의를 편 것에 불과할 뿐이지, 본래 그대로 오랫동안 자리를 차지하여 숙위(宿衛)하는 중요한 자리를 병을 요양하는 곳이 되게 하려던 것은 아닙니다. 삼가 바라건대 속히 신의 직임을 체차하여 공적으로나 사적으로나 편하게 해 주소서. 그렇게 해 주신다면 더없이 다행이겠습니다.

또한 생각건대 신의 고조부 능창대군(綾昌大君) 이전(李佺)과 신의 아버지 의원군(義原君) 이혁(李爀)의 분산(墳山)이 모두 광주(廣州)에 있고, 신의 증조부 인평대군(麟坪大君) 이요(李㴭)와 신의 조부 복녕군(福寧君) 이욱(李栯)의 분산이 모두 포천(抱川)에 있는데, 신이 성묘하지 못한 지가 거의 6, 7년이 됩니다. 그러다 보니 지금 서늘한 가을철을 맞아 돌아가신 조상을 그리는 서글픈 감정이 배나 절실합니다. 신이 비록 고질이 된 병을 안고 있지만 반드시 한 번 몸소 나아가 산소에 절하는 것은 실로 정례(情禮)로 보아 그만둘 수 없는 일입니다. 이에 감히 간절한 진심을 토로하여 지엄한 성상을 번거롭게 해 드립니다. 삼가 바라건대 밝은 성상께서는 미천한 신의 간절한 마음을 굽어 헤아려서 은혜로운 말미를 특별히 내려 조상을 추모하는 마음을 펼 수 있게 해 주소서

伏以臣, 本以病廢之人, 起居動作, 不得自比於恒人矣。迺者千萬意外, 獲承摠府除命, 前旣以病辭遞, 再授之下, 不敢每每煩瀆, 不得不黽勉出肅, 仍就禁直, 此不過一時暫出, 以伸臣子分義而已。本不欲因仍久冒, 致令宿衛重地, 作一養病之所, 伏乞亟遞臣職, 以便公私, 不勝萬幸。且念臣高祖父綾昌大君臣佺及臣父義原君爀墳山, 竝在於廣州地。臣曾祖父麟坪大君臣㴭及臣祖父福寧君臣栯墳山, 皆在抱川地, 而臣之不得省掃者, 殆近六七年, 當此秋涼之節, 倍切霜露之感。臣雖有癃痼之疾, 必欲一番躬進, 瞻拜丘壟, 實是情禮之所不容已者。玆敢披瀝衷懇, 冒瀆宸嚴。伏乞聖明, 俯燭微懇, 特賜恩由, 俾伸追遠之情— 승정원일기 947책 (탈초본 51책) 영조 18년 8월 28일 갑인 18번째 기사

영조는 그의 사직상소를 허락하지 않고 며칠 말미를 주어 성묘를 하고 오게 했다. 이후 흥록대부에 승진했으며, 1743년 7월 1일 사무역(私貿易)을 금(禁)하는 법령을 위반하였다는 이유로 비변사의 탄핵을 받고 파직되었다가 후에 복관하였다.

### 생애 후반
1742년 8월 12일 부총관, 1743년 6월 22일 승헌대부와 7월 2일 숭헌대부로 승진했다. 1744년 서6촌 동생 이담(李埮)이 직책을 받지 못하고, 왕실 족보 선원록에도 오르지 못했다 하여 종부시 관원에게 탄핵당했다. 1744년 1월 16일 다시 안흥군에 임명되었다. 그해 10월 7일 영조가 숭정전(崇政殿)에서 연 진연에 참석하였다. 1751년 10월 12일 가덕대부가 되었다. 흥록대부로 다시 복직된 시점은 기록이 없다.
1759년 국조어첩(國朝御牒), 선원보략(璿源譜略) 등을 수정 간행할 때 국조어첩정서서사관(國朝御牒正書書寫官)에 차하되었다.  1759년 7월 12일 수덕대부, 1760년 8월 19일 도총관, 1762년 7월 21일 다시 도총관에 임명되었다. 1763년 신장풍에 걸려 5년간 투병하다가 1768년 4월 7일에 향년 76세로 사망하였다. 졸기에는 별다른 용모, 행적에 대한 언급은 없으며 정1품 종신(宗臣)의 예에 따라 장례를 치르게 했다 한다.
한편 안흥군은 태어날 때부터 듣지 못 하고 말도 하지 못 하여, 왕에게 입시할 때에는 필담으로 대화했다고 한다.

### 사후
안흥군은 초상화를 몇 점 남겼으며 이 중 일부가 20세기까지도 전해졌다. 분홍색 관복을 착용한 영정과 회색 혹은 옥색 관복을 입은 영정이며, 머리와 수염의 색은 옥색 혹은 회색 복장본 영정이 더 희다. 옥색 혹은 회색 복장을 한 영정은 일본에 있다.
시신은 경기도 안성군 서운면 청룡리 술좌(戌坐)에 매장되었다. 초장지인 안성 청룡리 근처에는 복평군의 묘가 있었고 복평군의 양자(養子)인 완천군의 묘소는 원래 1730년 경기도 광주에 있었다가 1740년 청룡리로 이장해와 복평군의 양자(養子)인 완천군의 묘가 그의 초장지 근처에 있었다. 안흥군의 묘소는 2000년대 이후 경기도 포천시 신북면 신평리 산46-1번지 인평대군 묘소 근처로 이장되었다.
1864년(고종 1) 7월 5일 고종의 특명으로 시호를 의망하여 7월 9일 효정공(孝靖公)의 시호가 추증되었다.

## 가족 관계
- 아버지 의원군 혁
- 어머니 군부인 안동권씨
  - 형 : 이유일(李有一)
- 서모 : 이름 미상
  - 서제 : 증 안계군 모
  - 서형수 : 군부인 양천허씨, 허급(許級)의 딸
    - 조카 이충완(李忠完, 요절)
    - 조카 이범석(李範錫, 요절)
    - 양 조카 이진벽, 양녕대군의 13대손
- 부인 : 군부인 문화류씨(1696년 1월 3일 - 1755년 1월 13일), 유집(柳潗)의 딸
  - 장남 원선군 이진익(1728년 9월 25일 ~ 1796년 4월 26일)
  - 며느리 현감 김도건(金道健)의 딸
    - 손자 이병원

  - 딸 전주이씨
  - 사위 심사장(沈師章), 아버지는 첨정 심정의(沈廷儀).
- 첩 이름미상
  - 차남 이진태(1761년 5월 11일 ~ 1835년 12월 12일) - 후일 좌승지에 추증.
  - 서며느리 평산신씨(1762년 7월 4일 ~ 1780년 11월 29일), 신재악(申載岳)의 딸
  - 서며느리 칠원윤씨(1763년 4월 7일 ~ 1810년 9월 15일, 윤재형(尹載亨)의 딸
    - 서손자 이병수(李秉洙, 1784년 12월 2일 ~ 1870년 3월 6일)

  - 서첩며느리 : 이름 미상, 서자 이진태의 첩
    - 서손자 이병호(李秉浩, 1786년 7월 25일 ~ 1847년 2월 20일) - 이진태의 서자

## 기타
태조 이성계의 고조부 목조의 6남 안흥대군 이구수(李球壽)는 그와 다른 인물이다.